# Luník IX
Luník IX Kassa város része Szlovákiában, közigazgatásilag a Kassai kerület Kassai II. járásához tartozik.
Területe 1,06 km². Az 1980-as évektől kezdve az eredetileg állami és szövetkezeti lakásokba az egész városból idetelepítették a cigányokat, akik ma a gettósodott lakótelep egyedüli lakói. Polgármestere Marcel Šaňa.

## Fekvése
Kassa óvárosától nyugatra fekszik.

## Népessége
Lakosainak száma 2003-ban 4241 volt.
2011-ben 6032 lakosából 3417 roma, 1966 szlovák és 70 magyar.